# C. E. M. Joad
 (juillet 2025).
Si vous disposez d'ouvrages ou d'articles de référence ou si vous connaissez des sites web de qualité traitant du thème abordé ici, merci de compléter l'article en donnant les références utiles à sa vérifiabilité et en les liant à la section « Notes et références ».
Cyril Edwin Mitchinson Joad, né 12 août 1891 à Durham et mort le 9 avril 1953 à Londres, est un philosophe, écrivain, enseignant et animateur radio britannique.
Il acquit une notoriété publique en participant à The Brains Trust, émission de débat diffusée sur les ondes de la BBC durant la Seconde Guerre mondiale. Par son éloquence et sa pédagogie, il contribua à vulgariser la philosophie auprès d'un large auditoire, devenant ainsi une personnalité célèbre de son époque. Toutefois, sa renommée fut entachée en 1948 par une affaire de fraude concernant un billet de chemin de fer.

## Biographie

### Enfance et formation
Cyril Edwin Mitchinson Joad nait à Durham, issu d’une lignée dont les ascendants immédiats se limitaient à ses parents, Edwin Joad et Mary Joad (née Smith). En 1892, son père obtint la charge d’inspecteur des écoles, ce qui contraignit la famille à migrer vers Southampton. C’est en cette ville que le jeune Joad reçut une éducation chrétienne d’une rigueur ascétique. Son instruction formelle débuta précocement, dès 1896, alors qu’il n’avait que cinq ans. Il fut d’abord inscrit à l’Oxford Preparatory School (établissement ultérieurement rebaptisé Dragon School), où il demeura jusqu’en 1906. Par la suite, il intégra la Blundell's School, située à Tiverton dans le Devon, qu’il fréquenta jusqu’en 1910.

#### Balliol College
En 1910, Joad intègre le Balliol College de l’université d’Oxford, où il affine ses aptitudes philosophiques et oratoires. Dès 1912, il se distingue tant par son excellence sportive que par sa participation active aux débats de l’Oxford Union. Parallèlement, il adopte des convictions syndicalistes, embrassant d’abord le socialisme guildiste avant de rallier le mouvement fabien. En 1913, la lecture du New Statesman, périodique nouvellement créé, lui fait découvrir l’œuvre de George Bernard Shaw, ce qui approfondit sa réflexion philosophique — élément fondateur de sa future carrière académique et radiophonique. Après avoir achevé son cursus à Balliol, il obtient, avec distinction, une First Class en Literae Humaniores (modérations honorifiques, 1912), puis une autre en Greats (philosophie et histoire antique, 1914), ainsi que la bourse John Locke en philosophie mentale (1914). Ces succès académiques le conduisent, in fine, à entrer dans la fonction publique britannique.

#### Fonction publique
Joad intégra le Board of Trade en 1914, après avoir participé à une Fabian Summer School. Son dessein était d’insuffler à la fonction publique britannique une éthique imprégnée de socialisme fabien. Durant cette période, il fréquenta d’autres membres de la Fabian Society, tels qu’Agnes Harben et son époux, et relata ultérieurement sa rencontre avec des suffragettes convalescentes après une grève de la faim, évoquant leur intégration à la « communauté du comté ». Affecté au Labour Exchanges Department du Board of Trade – département qui devint le Ministry of Labour en 1916 –, Joad y œuvra jusqu’à la restructuration administrative. À l’orée de la Première Guerre mondiale, il se distingua par un pacifisme ardent, suscitant une polémique dans le contexte patriotique de l’époque. Comme George Bernard Shaw et Bertrand Russell, il s’attira l’animosité de nombreux contemporains qui exhortaient alors les hommes à s’enrôler sous les drapeaux.

### Années 1930-1940

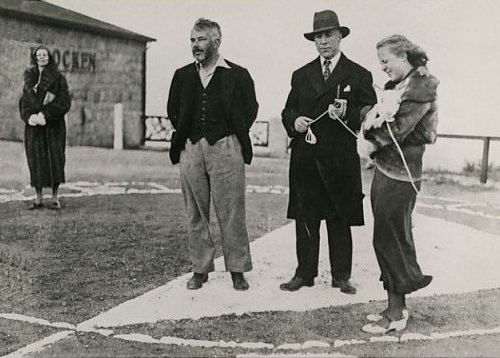
Joad avec les mains derrière le dos sur le Brocken en juin 1932

Dans sa prime jeunesse, Joad partageait avec ardeur les velléités d’anéantissement du système capitaliste. Exclu de la Fabian Society en 1925 pour conduite indécente lors de son université d’été, il n’y fut réintégré qu’en 1943. Désenchanté par le Parti travailliste alors au pouvoir, il assuma en 1931 la charge de directeur de la propagande du New Party. Toutefois, devant l’essor des sympathies profascistes d’Oswald Mosley, il se retira, imité en cela par John Strachey. Par la suite, bien qu’il combattît avec vigueur la doctrine nazie, il persista dans son rejet du militarisme, accordant son concours à des mouvances pacifistes telles que le mouvement No More War et la Peace Pledge Union.
Alors qu’il enseignait au Birkbeck College, Cyril Edwin Mitchinson Joad joua un rôle prépondérant dans un débat mémorable intitulé « Cette Chambre ne combattra en aucun cas pour son Roi et son Pays ». Cette motion, proposée par David Graham, fut discutée le 9 février 1933, dans un contexte politique européen particulièrement tendu : Adolf Hitler venait d’accéder au pouvoir en Allemagne dix jours auparavant. Le débat, souvent analysé comme un reflet des dispositions intellectuelles des étudiants d’Oxford et de l’état de l’Europe à cette époque, vit Joad s’imposer comme le principal orateur en faveur de la motion. Son discours, qualifié de « structuré et convaincant », fut considéré comme un facteur décisif dans l’adoption de la résolution par 275 voix contre 153. Cette prise de position valut à Joad une réputation marquée de pacifiste intransigeant. Par la suite, il s’engagea activement au sein du Conseil national pour la paix, qu’il présida entre 1937 et 1938, consolidant ainsi son influence dans les milieux opposés à l’interventionnisme militaire.
Joad se distinguait comme un polémiste affiché, revendiquant pour principales influences intellectuelles George Bernard Shaw et H. G. Wells. Il manifestait une critique acerbe envers les courants philosophiques de son temps, notamment le marxisme, le behaviorisme et la psychanalyse. Bien que fréquemment comparé à H. L. Mencken — au point d’être surnommé « le Mencken d’Angleterre » —, les observateurs, tels Kunitz et Haycraft, relevaient que les deux hommes se seraient opposés sur la plupart des sujets. Sur le plan esthétique, Joad affichait une inclination irréductiblement platonicienne. L’écoute de la musique de Debussy lui inspirait un « effet déprimant », lui donnant le sentiment de voir « sa vitalité et sa joie de vivre s’évanouir ». Il jugeait le jazz et le swing comme des « sons étrangers à toute noblesse musicale ». À l’égard de la poésie, il estimait que « A Refusal to Mourn the Death, by Fire, of a Child in London » de Dylan Thomas contenait des passages « dépourvus de sens », certaines allusions demeurant « impénétrables à l’entendement ». Le symbolisme dans l’art lui apparaissait souvent comme un « artifice destiné à masquer l’absence de substance », citant « Narcissus Bay » de Denton Welch en exemple. Enfin, l’œuvre de Virginia Woolf, par son « refus obstiné de juger, de qualifier moralement ou d’assigner des valeurs », lui laissait une impression de « vanité générale », comme si « rien ne méritait véritablement d’être poursuivi ».
Dans son ouvrage autobiographique Sous la Cinquième Côte, Joad évoque l’influence déterminante du socialisme sur sa trajectoire intellectuelle. Il précise que cet engagement ne relevait point d’une simple affectation juvénile, contrairement à ce que certaines de ses déclarations antérieures pourraient laisser supposer. S’il concède que lui et ses condisciples socialistes proférèrent nombre de propos inconsidérés et manièrent les doctrines avec une certaine légèreté, à la manière d’un enfant manipulant des hochets par jeu cérébral, il insiste néanmoins sur la profondeur de leurs réflexions. Celles-ci, selon lui, marquèrent durablement sa conception ultérieure de l’existence.
Joad s'engagea activement dans la défense de la ruralité anglaise, s'opposant à son altération par l'industrialisation, l'expansion urbaine, l'installation de lignes électriques aériennes et les pratiques touristiques nuisibles. Par voie épistolaire et à travers des articles, il exprima son désaccord avec les politiques visant à accroître la puissance économique et l'influence de la Grande-Bretagne, estimant que ces gains immédiats engendreraient des conséquences dommageables à long terme. Adepte de randonnées pédestres, il parcourait également la campagne à cheval avec une certaine intrépidité. Par ailleurs, Joad fut lié aux prémices du mouvement naturiste en Angleterre. En dépit de son attachement à la préservation des paysages, il pratiquait la chasse.
Fuyant l’oisiveté avec une constante aversion, Joad animait en moyenne neuf conférences hebdomadaires et publiait deux ouvrages annuels. Sa notoriété croissante lui valut de multiples invitations à intervenir en tant qu’orateur ou modérateur de débats. Parallèlement à ses engagements intellectuels, il pratiquait des disciplines sportives, telles que le tennis et le hockey, et s’adonnait à des divertissements d’esprit, parmi lesquels le bridge, les échecs et le piano mécanique. Réputé pour son art de la conversation, il recevait fréquemment en son cercle des personnalités éminentes de son temps.
Dès le déclenchement de la Seconde Guerre mondiale, Joad manifesta une vive désapprobation à l’égard des restrictions imposées aux libertés individuelles, lui qui avait été, dès 1934, vice-président fondateur du National Council for Civil Liberties. Son aversion pour ces mesures le conduisit même à solliciter le ministère de l’Information, offrant ses services dans l’espoir d’infléchir la politique gouvernementale. En janvier 1940, Joad fut retenu pour participer à The Brains Trust, une émission de discussion diffusée sur le BBC Home Service, destinée à soutenir le moral des auditeurs en temps de guerre. Le succès de ce programme fut immédiat, drainant une audience de plusieurs millions de personnes. Peu après son intégration à cette émission, Joad abandonna ses convictions pacifistes antérieures et apporta son soutien à l’effort de guerre britannique. Toutefois, bien qu’il ne revînt jamais sur son renoncement au pacifisme, il continua de défendre, de manière ponctuelle, certains objecteurs de conscience. En 1944, il contribua ainsi à la rédaction d’une brochure intitulée The Present Position of Conscientious Objection, publiée par le Central Board for Conscientious Objectors. Par ailleurs, après la guerre, il s’opposa fermement au maintien de la conscription en temps de paix, exprimant ses réserves dans un opuscule, The Rational Approach to Conscription, édité en 1947 par le No Conscription Council..

#### Recherche psychique

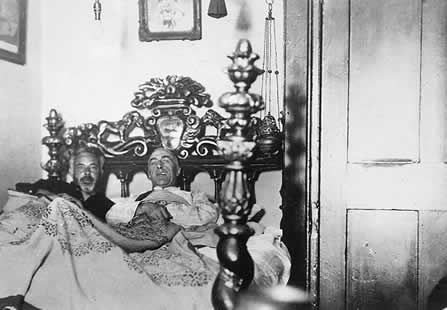
Joad avec le chercheur psychique Harry Price dans un lit prétendument hanté

Joad manifesta un vif intérêt pour les phénomènes paranormaux, collaborant à plusieurs reprises avec Harry Price dans des expéditions dédiées à l’étude des manifestations spectrales. Il intégra également le Ghost Club, société dont Price assuma par la suite la présidence. Ses recherches l’amenèrent à s’investir dans des expériences relatives au surnaturel, notamment lors d’un voyage dans les montagnes du Harz, où il accompagna Price afin de vérifier la légende dite du « Bloksberg Tryst » – supposément capable de métamorphoser un bouc en un prince sous l’invocation d’une jeune fille pure de cœur. L’expérience, toutefois, ne produisit aucun résultat concluant. En 1934, Joad fut nommé à la tête du Conseil pour la recherche psychique de l’Université de Londres, instance informelle fondée par Price pour prendre la suite de son Laboratoire national de recherche psychique. Toutefois, ses travaux dans ce domaine firent l’objet de vives critiques en 1939, lorsque la Society for Psychical Research releva dans ses Proceedings des inexactitudes flagrantes, notamment des affirmations de Joad relatives à des séances auxquelles il n’avait, en réalité, jamais assisté. À la suite de ces révélations, Price suspendit les activités du conseil.
Joad rejeta l’hypothèse spiritualiste de la médiumnité. Il engagea une controverse avec le chercheur en psychisme Shaw Desmond au sujet du spiritisme, réfutant tant l’immortalité de l’âme que la possibilité de communication avec les défunts. Selon sa propre théorie, qualifiée d’« esprit », il postulait qu’un ensemble de conceptions, antérieurement attribuées à l’âme du défunt, pouvait subsister temporairement après la mort. Dans les ultimes années de son existence, il publia des essais explorant l’intégration de la perception extrasensorielle au sein d’une cosmologie chrétienne.

#### The Brain Trust
La notoriété de Joad procède principalement de sa participation au Brains Trust, cercle restreint où figuraient notamment le commandant A. B. Campbell et Julian Huxley. Ses méthodes dialectiques affinées, son répertoire d’historiettes et un humour en demi-teinte contribuèrent à le rendre familier au public.
L’émission radiophonique avait pour finalité de traiter des interrogations complexes soumises par les auditeurs, lesquelles donnaient lieu à des débats approfondis entre les intervenants, aboutissant à un avis d’ordre philosophique. Les sujets abordés variaient de la quintessence de l’existence aux mécanismes permettant à une mouche de se poser à l’envers sur un plafond. Joad s’imposa comme la figure marquante de ce programme, sa voix devenant l’une des plus reconnaissables sur les ondes, surpassée en audience uniquement par les bulletins d’information. Il avait pour habitude d’introduire ses réponses par la formule : « Tout dépend de ce que vous entendez par… », marque distinctive de sa méthode dialectique. Bien que certaines franges conservatrices aient émis des remontrances, dénonçant une partialité dans les propos tenus, le public le tenait en haute estime, le considérant comme le philosophe britannique le plus éminent de son temps. Cette notoriété lui valut une forme de célébrité

#### Ascension et chute
En raison de sa notoriété croissante, Joad fut sollicité pour prononcer des allocutions après des repas officiels, inaugurer des bazars de bienfaisance et même prêter son image à des réclames pour une marque de thé, ce qui contribua à une augmentation significative des ventes de ses ouvrages. En novembre 1946, il se porta candidat sous l’étiquette travailliste lors d’une élection partielle dans la circonscription des universités écossaises unies, sans toutefois parvenir à se faire élire.
Joad s’était autrefois vanté dans la presse en ces termes : « Je trompe la compagnie ferroviaire chaque fois que l’occasion s’en présente. » Le 12 avril 1948, cette assertion se retourna contre lui lorsqu’il fut appréhendé dans un train reliant Waterloo à Exeter, voyageant sans titre de transport valide. Faute d’avoir fourni une explication satisfaisante aux autorités compétentes, il fut reconnu coupable de fraude au tarif ferroviaire et condamné à une amende de 2 livres sterling (équivalant à 92 livres aujourd'hui). L’affaire, ébruitée en une des principaux journaux nationaux, anéantit ses aspirations à une pairie et entraîna son renvoi de la BBC, où il officiait comme figure intellectuelle éminente. La vilipendation publique qui s’ensuivit affecta profondément sa santé, le contraignant bientôt à garder le lit en son domicile de Hampstead. Cet épisode marqua un tournant dans sa vie spirituelle : Joad, jusqu’alors agnostique affirmé, se réconcilia avec la foi chrétienne au sein de l’Église d’Angleterre. Il exposa cette métanoïa dans son ultime ouvrage, The Recovery of Belief (1952), où il détailla son retour à une croyance transcendante, reniant ses précédentes positions sceptiques.

### Décès
Joad succomba à un cancer foudroyant, après avoir été terrassé par une thrombose qui l’avait contraint à l’alitement suite à son éviction de la BBC en 1948. Il meurt le 9 avril 1953 dans sa maison, située au 4 East Heath Road, dans le quartier de Hampstead, à l’âge de 61 ans. Sa dépouille fut inhumée en l’église Saint John’s-at-Hampstead, à Londres.

## Vie privée

### Mariage
En mai 1915, Joad convola en justes noces avec Mary White, et le couple acquit une demeure à Westhumble, localité avoisinant Dorking, dans le Surrey. Ce village, jadis habité par Fanny Burney, était également proche de la résidence de Beatrice Webb, cofondatrice de la Fabian Society. Joad se soustrait à la conscription en se réfugiant dans la région montagneuse de Snowdonia, au pays de Galles. De cette union naquirent trois enfants, mais le mariage prit fin par une séparation en 1921. Joad affirma par la suite que cette rupture le conduisit à renoncer à ses convictions féministes, adoptant dès lors une conception inégalitaire de la nature féminine, qu’il qualifia d’« inférieure en esprit ».

### Vie après la séparation
Après sa séparation, Joad s’établit à Hampstead, un quartier londonien, en compagnie de Marjorie Thomson, une étudiante devenant enseignante. Celle-ci inaugura une série de liaisons, chacune de ces femmes étant désignée sous l’appellation de « Madame Joad ». Il conceptualisait le désir charnel comme « une mouche bleue vrombissante qu’il convenait d’anéantir promptement, de peur qu’elle ne détournât un homme d’intelligence de ses visées plus élevées ». Ses écrits laissent transparaître une conviction selon laquelle l’entendement féminin était dépourvu d’objectivité, et il ne témoignait d’intérêt aux femmes qu’en l’absence de rapports intimes. Physiquement, Joad était de petite stature et d’embonpoint, avec un regard pétillant, des joues d’un rose fleuri, et une barbe hirsute et drues, donnant à sa physionomie un aspect singulier.
Les entretiens d’embauche se révélèrent particulièrement ardus pour Joad, en raison de sa désinvolture affichée. En 1930, il abandonna la fonction publique pour occuper le poste de chef du département de philosophie et de psychologie au Birkbeck College, relevant de l’Université de Londres. Ce département, alors modeste en taille, lui permit de déployer pleinement ses remarquables aptitudes pédagogiques. Il œuvra à la vulgarisation de la philosophie, ce qui contribua à ce que nombre de ses pairs commencent à le considérer avec sérieux. La publication de ses deux ouvrages majeurs, le Guide de la pensée moderne (1933) et le Guide de la philosophie (1936), acheva de le consacrer comme une figure intellectuelle reconnue de son temps.

## Héritage
Joad figurait parmi les intellectuels britanniques les plus illustres de son temps, jouissant d’une notoriété comparable à celle de George Bernard Shaw ou de Bertrand Russell de son vivant. Par ses écrits comme par ses allocutions, il s’employa à vulgariser la philosophie avec un succès considérable, touchant un public bien plus vaste que le cercle restreint des initiés. Toutefois, cette popularité lui valut l’animosité d’une grande partie de ses pairs, notamment au sein du milieu universitaire, où nombre de philosophes académiques le tenaient en piètre estime. Bertrand Russell lui-même, bien que contemporain et figure éminente de la pensée britannique, le regardait avec dédain. Plus significative encore fut l’hostilité de Ludwig Wittgenstein, dont l’influence à Cambridge était alors prépondérante. Lors d’une séance où Joad avait présenté une communication critiquant la philosophie analytique en vogue dans cette université, Wittgenstein rétorqua avec une ironie cinglante : « Il est naturel qu’un propriétaire de taudis s’oppose à l’éradication des taudis. »  

Des citations de Joad apparaissent dans la monographie de Virginia Woolf, Trois Guinées . Par exemple :
Si c'est le cas, plus tôt elles renonceront à se mêler des affaires publiques et retourneront à la vie privée, mieux ce sera. Si elles ne peuvent pas faire de la Chambre des communes un emploi, qu'elles fassent au moins quelque chose de leur propre maison. Si elles ne peuvent apprendre à sauver les hommes de la destruction que l'incurable malice masculine promet de leur apporter, que les femmes apprennent au moins à les nourrir, avant qu'elles ne se détruisent elles-mêmes. 
Joad fut convié à s’exprimer devant le Socratic Club, cercle estudiantin de l’Université d’Oxford, où il prononça, le 24 janvier 1944, une conférence intitulée « Être jugé par les chrétiens », événement auquel assistèrent plus de deux cent cinquante auditeurs. Cette intervention marqua un tournant dans l’existence de Joad, survenant à une époque où il réévaluait ses propres convictions. Ce travail introspectif le conduisit in fine à renouer avec la foi chrétienne de sa jeunesse, épisode qu’il évoqua ultérieurement dans The Recovery of Belief. C. S. Lewis, alors président dudit club, y est mentionné à deux reprises, notamment comme figure ayant influencé Joad par son ouvrage L’Abolition de l’homme.
Joad est également évoqué dans l’ouvrage de Stephen Potter, Gamesmanship, où il est dépeint comme son partenaire lors d’une joute tennistique. En cette occurrence, les deux hommes se trouvaient opposés à des adversaires plus jeunes et vigoureux, qui les dominaient sans peine. Toutefois, la donne changea lorsque Joad, avec une feinte candeur, interrogea son vis-à-vis sur la validité d’une balle qui, pourtant manifestement tombée hors des limites, aurait pu, à l’entendre, être jugée bonne. Potter relate que cet incident, en apparence anodin, fut l’élément déclencheur de sa réflexion sur les arcanes du gamesmanship.

## Publications sélectionnées
Joad a écrit, présenté ou édité plus de 100 livres, brochures, articles et essais, dont les suivants.

### Articles et essais
- « Le monisme à la lumière des développements récents de la philosophie », dans : Proceedings of the Aristotelian Society, NS 17 (1916–1917)
- « L'idée du droit public », dans : L'idée du droit public, qui est l'un des quatre premiers essais primés dans chacune des trois divisions du concours de dissertation The Nation . Avec une introduction. par HH Asquith", Londres : George Allen et Unwin (1918), pp. 95–140
- « Une philosophie réaliste de la vie », dans : Contemporary British Philosophy, Second Series, éd. JH Muirhead, Londres : George Allen & Unwin [Bibliothèque de philosophie Muirhead] (1925)
- « La philosophie et Aldous Huxley », dans : The Realist, 1 : 4 (1929)
- « Le plaidoyer pour la paix », dans : Le vingtième siècle, vol. 5, n° 39, (juillet 1933)
- « La fin d'une époque », dans : New Statesman & Nation, Londres (8 décembre 1934)
- « Le défi de la raison », dans : The Rationalist Annual, Londres : La Presse rationaliste (1935)
- « Le retour du dogme », dans : The Rationalist Annual, Londres : La Presse rationaliste (1936)
- « Sur la douleur, la mort et la bonté de Dieu », dans : The Rationalist Annual, Londres : La Presse rationaliste (1937)
- « Sur l'éducation inutile », dans : The Rationalist Annual, Londres : La Presse rationaliste (1939)
- « Principes de paix », dans : The Spectator, Londres (16 août 1940 ; réimpr. Articles de guerre : Le livre du spectateur de la Seconde Guerre mondiale, éd. F. Glass et P. Marsden-Smedley, Londres : Paladin Grafton Books, 1989, 119–22)
- « Le visage de l'Angleterre », dans : Horizon, V, Londres (29 mai 1942)
- « La supériorité de l'homme sur les bêtes » : Liberté contre sécurité dans l'État moderne", dans : Liberté d'expression, éd. H. Ould, Londres : Hutchinson International Authors Ltd. (1944)
- « Promenades à la campagne », dans : L'Angleterre est un jardin : Pas une cité-jardin, John Betjeman, éd. , Londres : Countrygoer Books [Countrygoer Books] (1944)
- « Trente ans de voyages vers les lacs », dans : Countrygoer Book, éd. C. Moore, Londres : Countrygoer Books (1944)
- « La vertu des examens », dans : New Statesman & Nation, Londres (11 mars 1944 ; réponse aux objections, 25 mars)
- « Moins et mieux » [Population], dans : London Forum, I : 1, Londres (1946)
- « Ne plus être rationaliste », dans : The Rationalist Annual, Londres : CA Watts & Co. (1946)
- « Introduction », dans : J.C. Flugel, Population, Psychology, and Peace, Londres : Watts & Co. [La Bibliothèque du Penseur] (1947)
- « Avant-propos », dans : Clare & Marshall Brown, Fell Walking from Wasdale, Londres : La Presse Sainte-Catherine (1948)
- « Tournants », dans : The Saturday Book, éd. L. Russell, Londres : Hutchinson (1948)